# Fabrizio Romano
Fabrizio Romano (Nápoles, 21 de febrero de 1993) es un periodista deportivo italiano, Se especializa en noticias sobre fichajes de fútbol. Trabaja en Sky Sports desde que tenía 19 años. Es considerado por muchos[¿según quién?] el periodista más fiable en cuanto al mercado futbolístico.[cita requerida]

## Carrera
Romano nació en Nápoles, Italia el 21 de febrero de 1993. Su carrera como periodista deportivo comenzó a la edad de 18 años, tras recibir información de un agente italiano sobre el Fútbol Club Barcelona. Desde que trabaja con Sky Sports, empresa con la que firmaría su primer contrato con 19 años, ha creado y construido contactos con clubes, jugadores, agentes e intermediadores en toda Europa. Romano también trabaja como reportero para The Guardian, y ha conseguido millones de seguidores en las redes sociales, notablemente en Twitter e Instagram. Reside en Milán.
De acuerdo con la revista 90min, Fabrizio es uno de los periodistas más confiables en las nuevas noticias sobre las transferencias en el mundo del fútbol. Romano también es escritor para CBS Sports, y es el fundador de SOS Fanta, un sitio web de fútbol creado en 2014.

## Vida personal
Además de ser aficionado al Napoli y al club inglés Watford, Romano es políglota al dominar el idioma italiano, inglés, español y portugués.